# Юсин (Южная Корея)
Юсин (кор. 유신?, 維新?) — конституция Южной Кореи, принятая в результате переворота, осуществлённого президентом Пак Чон Хи в 1972 году. Сам термин «юсин» в корейском языке означает «омоложение» или «обновление», но в то же время он используется для перевода японского слова Реставрация Мэйдзи (яп. 明治維新 Мэйдзи Исин). Это позволило некоторым учёным усмотреть аналогию между полномочиями президента Южной Кореи согласно Конституции Юсин и императорской властью. Сам Пак Чон Хи характеризовал конституцию Юсин следующим образом:

Юсин не имитирует какие-либо системы, а является оригинальной и творческой… Иными словами, с точки зрения международных отношений, Юсин — это система, по которой зависимые отношения от сверхдержав ликвидируются, а устанавливаются отношения «взаимодействия и сосуществования», то есть складывается такая система, по которой мы сами несем всю ответственность.— Пак Чон Хи. Очерк политической биографии
Предпосылки для принятия Конституции Юсин вызревали после того, как Пак Чон Хи получил право баллотироваться в президенты на третий срок, и одержал победу на президентских выборах 1971 года. После этого Пак поначалу объявил, что не будет больше добиваться переизбрания. В то же время сам Пак и его окружение понимали, что эффективное продолжение экономических реформ возможно только при сохранении неизменного политического курса, а приход к власти набиравшей силу оппозиции означает сворачивание этих реформ. Определённую роль играл и такой фактор, как отношения с КНДР: в выступлениях самого Пака обоснованием введения нового строя было поддержание стабильности для того, чтобы догнать и перегнать Север. При этом процессы укрепления централизованной власти шли «симметрично» на Севере и на Юге: в конце 1972 г. была принята и новая конституция КНДР, которая официально закрепила концентрацию власти Ким Ир Сена.
Таким образом Пак и его окружение окончательно пришли к решению о введении Конституции Юсин.
17 октября 1972 года Пак Чон Хи ввёл в стране военное положение, распустил Национальную Ассамблею и арестовал большинство лидеров оппозиции. После этого Пак предложил ввести в конституцию страны ряд поправок, которые предусматривали, в частности, увеличения срока президентства до шести лет, выборы президента коллегией выборщиков, наделение главы государства правом распускать парламент и назначать кандидатов в Национальную Ассамблею, что фактически гарантировало Паку пожизненное пребывание у власти. Внести поправки в конституцию предлагалось на референдуме, который был проведён в условиях военного положения 21 ноября 1972 года, 92,3 % участвовавших в референдуме высказались «за».
Принятие Конституции Юсин вызвало многочисленные, но безрезультатные протесты оппозиции, обвинявшей режим в фальсификации результатов референдума. На основании Конституции Юсин Пак Чон Хи избирался президентом на безальтернативной основе в 1972 и 1978 годах и находился на этом посту до 1979 года, когда он был убит в результате покушения.